# Карґошин
Карґошин (пол. Kargoszyn) — село в Польщі, у гміні Цеханув Цехановського повіту Мазовецького воєводства.
Населення — 456 осіб (2011).
У 1975-1998 роках село належало до Цехановського воєводства.

## Демографія
Демографічна структура станом на 31 березня 2011 року:
|          | Загалом | Допрацездатний вік | Працездатний вік | Постпрацездатний вік |
| -------- | ------- | ------------------ | ---------------- | -------------------- |
| Чоловіки | 258     | 74                 | 175              | 9                    |
| Жінки    | 198     | 50                 | 130              | 18                   |
| Разом    | 456     | 124                | 305              | 27                   |